# Bit
 Ovo je glavno značenje pojma Bit. Za druga značenja pogledajte Bit (razdvojba).
Bit je mjerna jedinica za količinu informacije. 1 bit odgovara jednoj znamenci binarnog brojevnog sustava.

## Postanak, ime i oznaka
Riječ bit nastala je 1948. godine kao kratica od binary digit (binarna znamenka). Potreba za mjernom jedinicom količine informacija nastupila je relativno nedavno, tijekom projektiranja prvih elektroničkih računala.
Iako je za mjerne jedinice uobičajeno da imaju kratke oznake, nema definitivnog dogovora za oznaku jedinice bit. Uobičajeno ga je označavati i kao bit (dakle, bez kraćenja) i kao b. No treba biti oprezan da ako se koristi kratki oblik b, da to bude samo u kontekstu u kojem je očito da se govori o količini informacije odnosno o veličini prostora za pohranu informacije, jer se oznaka b koristi i za ne-SI jedinicu barn.

## Veće jedinice
Na jedinicu bit se uobičajeno primjenjuju prefiksi SI sustava za tvorbu većih jedinica.
| Ime  | Oznaka | Vrijednost                               |
| ---- | ------ | ---------------------------------------- |
| kilo | k      | 103 = 1 000                              |
| mega | M      | 106 = 1 000 000                          |
| giga | G      | 109 = 1 000 000 000                      |
| tera | T      | 1012 = 1 000 000 000 000                 |
| peta | P      | 1015 = 1 000 000 000 000 000             |
| eta  | E      | 1018 = 1 000 000 000 000 000 000         |
| zeta | Z      | 1021 = 1 000 000 000 000 000 000 000     |
| yota | Y      | 1024 = 1 000 000 000 000 000 000 000 000 |

Kako se jedinica bit često označava za izražavanje veličine prostora za pohranu podataka, a sam prostor za pohranu podataka je tipično neki memorijski uređaj organiziran po brojevnoj bazi 2, odnosno binarnom sustavu, pokazalo se praktičnije koristiti prefikse za mjerne jedinice zasnovane također na binarnom sustavu. Za takve jedinice preporuča se uporaba sljedećih binarnih predmetaka:
| Ime  | Oznaka | Vrijednost                              |
| ---- | ------ | --------------------------------------- |
| kibi | Ki     | 210 = 1 024                             |
| mebi | Mi     | 220 = 1 048 576                         |
| gibi | Gi     | 230 = 1 073 741 824                     |
| tebi | Ti     | 240 = 1 099 511 627 776                 |
| pebi | Pi     | 250 = 1 125 899 906 842 624             |
| exbi | Ei     | 260 = 1 152 921 504 606 846 976         |
| zebi | Zi     | 270 = 1 180 591 620 717 411 303 424     |
| yobi | Yi     | 280 = 1 208 925 819 614 629 174 706 176 |

Gornji predmetci zasnovani na brojevnoj bazi 2 definirani su IEC 60027-2 standardom, a često se u literaturi i operacijskim sustavima umjesto njih neprecizno koriste klasični SI predmetci.
Uz gornji sustav oznaka, koriste se i druge mjerne jedinice koje su izvedene iz jedinice bit:
- riječ (word) - riječ je niz bitova, tipične duljine 6, 8, 12, 16, 32, 64, pa i više. Nema jedinstvenog dogovora koliko je jedinica „riječ“ duga, već to ovisi o kontekstu u kojem se upotrebljava. Uvođenjem jedinice „bajt“ postalo je neuobičajeno da se jedinica „riječ“ koristi za 8 ili manje bita
- bajt (byte) - također nema strogo definiranu duljinu, ali je to najčešće 8 bita
- oktet - 8 bita. Kako je bajt često duljine 8 bita, ali ne uvijek, uvedena je jedinica „oktet“ kao nedvosmislen izraz za 8 bita.
- nibble - obično 4 bita, ali također ovisi o kontekstu.